# Birmingham Bullets
Maillots
Les Birmingham Bullets sont un ancien club franchisé de basket-ball anglais situé à Birmingham et ayant appartenu à la British Basketball League.

## Palmarès
- British Basketball League : 1996, 1998
- BBL Cup : -
- BBL trophy : -